# Chiesa di Santa Maria a Morello
La chiesa di Santa Maria si trova nei dintorni di Sesto Fiorentino, in provincia di Firenze, arcidiocesi della medesima città.

## Storia e descrizione
La chiesa è già menzionata in documenti del XII secolo, fu ristrutturata in epoca rinascimentale. Infatti alla fine del XV secolo la chiesa versava in cattive condizioni ma i parrocchiani, ai quali spettava la gestione e la cura della chiesa, non avevano fondi sufficiuenti per il suo restauro. Con l'approvazione del vicario generale Leonardo Medici decisero così di cedere il prilivegio della chiesa a Donato e Borghino Cocchi, così che si occupassero della ristrutturazione dell'edificio. Nel 1519 infatti Borghino di Niccolò Cocchi fece allungare la navata realizzando la nuova facciata adorna ancora oggi, come il resto dell'edificio, dei suoi stemmi.
Sul timpano che conclude la semplice facciata, è visibile uno stemma in pietra con l'arme della famiglia Cocchi. Vi si conservavano interessanti opere d'arte del Cinquecento: due sono depositate presso la Soprintendenza fiorentina in attesa di restauro (un tondo con la Madonna col Bambino e San Giovannino e un'Annunciazione), mentre un bel Cristo crocifisso su tavola sagomata, dopo il restauro, è stato consegnato alla pieve di San Martino per ragioni di sicurezza.
I lavori di restauro hanno portato alla luce vari affreschi: nella volta dell'abside è stato rinvenuto un grandioso Cristo in trono benedicente affiancato dalle figure della Vergine e di San Giovanni Battista, databile alla seconda metà del Trecento.